# Lymantria neirai
Lymantria neirai är en fjärilsart som beskrevs av Ramon Agenjo Cecilia 1959. Lymantria neirai ingår i släktet Lymantria och familjen tofsspinnare. Inga underarter finns listade i Catalogue of Life.